# Jan Šverma
Jan Šverma (23. března 1901 Mnichovo Hradiště – 10. listopadu 1944 Chabenec) byl český novinář a komunistický politik, manžel komunistické političky a funkcionářky Marie Švermové.

## Život
Roku 1920 odmaturoval na smíchovském reálném gymnáziu a nastoupil na Právnickou fakultu Univerzity Karlovy v Praze, kterou ale nedokončil. Od roku 1921 byl členem KSČ a blízkým spolupracovníkem Klementa Gottwalda, později působil i jako redaktor. Byl zvolen poslancem, ale po porážce Francie Němci odešel do exilu v Moskvě. V září 1944 byl jako zástupce KSČ při Slovenském národním povstání spolu s Rudolfem Slánským letecky vysazen na území Slovenska (letiště Tri Duby). Nedlouho poté zahynul v Nízkých Tatrách na vysílení během 15hodinového pochodu ve sněhové bouři na hoře Chabenec. O jeho úmrtí vypráví i jeden z dílů dokumentárního seriálu České televize Osudové okamžiky nazvaný Chabenec 1944.
Okolnosti Švermovy smrti popisuje v knize Petra Paška Odsuďte je k životu (vyšla v roce 1976 v exilu) gen. Vladimír Přikryl. Tvrdí, že byl přímým svědkem nálezu vyčerpaného Švermy, kterého podle výpovědi svědka nechal v závěji ležet Rudolf Slánský, který měl se Švermou napjatý vztah a jeho fyzické vyčerpání v kombinaci s pochodem ve sněhové bouři se mu hodilo. Gen. Přikryl se dostal v roce 1949 do komunistického vězení (údajně na přímý příkaz Slánského), ze kterého vyšel v roce 1953, tedy až po smrti Slánského.

### Rodinný život
Jeho manželka Marie Švermová byla vysoce postavenou političkou v KSČ, v padesátých letech byla jako blízká spolupracovnice Slánského odsouzena na doživotí, ale ve vězení strávila 5 let.
I když se traduje, že Marie Švermová byla manželkou Jana Švermy, badatelům se údaje o sňatku nepodařilo zjistit a Marie Švermová se o něm ve svých pamětech nezmiňuje.
V roce 1923 se Janu a Marii Švermovým narodila dcera Jiřina Švermová, provdaná Kopoldová (23. 9. 1923 – 14. 2. 2009). Ta odešla s rodiči po Mnichovské dohodě do Sovětského svazu. Po začátku války se přihlásila a v srpnu 1943 byla zařazena do československé vojenské jednotky. V letech 1951–1952, když byl její manžel Bedřich Kopold zatčen, byla internována.

## Posmrtné připomínky
Když byly v roce 1949 sloučeny obce Motyčín a Hnidousy na Kladensku a ani jedna z nich nechtěla jménem ustoupit té druhé, obdržela takto vzniklá obec na Švermovu počest zcela nové jméno Švermov (od roku 1980 je Švermov součástí města Kladna). Přestože se s pádem komunistického režimu v roce 1989 vyskytly námitky proti tomuto pojmenování, motivované Švermovou příslušností ke komunistické straně, vžitý název městské části zůstal beze změny. Slovenská obec Telgárt byla v roce 1948 na jeho počest přejmenována na Švermovo. Od roku 1990 je to opět Telgárt.

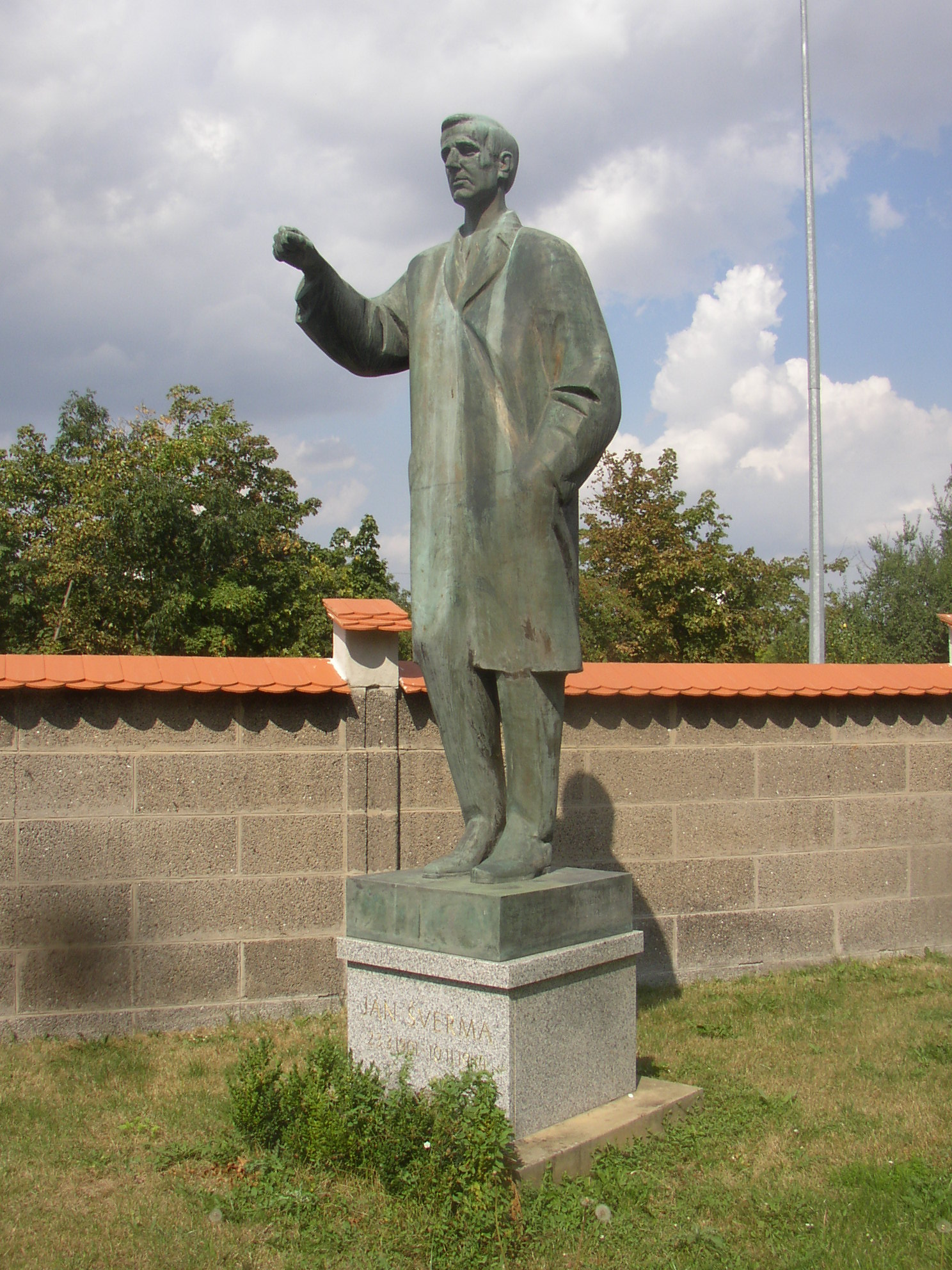
Pomník Jana Švermy od Antonína Nykla, dnes na Olšanských hřbitovech

Před zhroucením komunistického režimu v Československu se dnešní pražská stanice metra Jinonice jmenovala Švermova. To bylo v souvislosti s blízkou továrnou Motorlet, (Motorlet, národní podnik 1951-1957, Závody Jana Švermy Jinonice, národní podnik 1957-1966, Motorlet, národní podnik 1966-1973, Motorlet, Závod Jana Švermy, národní podnik 1973-1988), 1988 z obchodního rejstříku vymazán. V letech 1954–68 označení Závody Jana Švermy Brno, resp. VHJ Závody Jana Švermy Brno nesla i Zbrojovka Brno. Dále to byly Železniční opravny a strojírny Jana Švermy Louny. Ani hornictví nezůstávalo pozadu. Existovaly Důl Jan Šverma v Ostravě (v něm byla i Koksovna Jan Šverma), Důl Jan Šverma závod 2 Svinov (označovaný také jako Šverma II), Důl Jan Šverma v Žacléři a povrchový velkolom Jan Šverma v mostecké pánvi.
Dnešní pražský Štefánikův most se v letech 1947–1997 jmenoval Švermův. Socha Jana Švermy, která stála na staroměstské straně předmostí (sochař Antonín Nykl, 1969), byla v roce 1999 odstraněna a v roce 2004 instalována na Olšanských hřbitovech.
Švermova ulice je v Ostravě, v Havířově, v Brně, v Liberci, v Berouně, ve Vodňanech, v Krnově, v Bruntálu, ve Vítkově, v Habartově, v Milevsku, v Protivíně, v jeho rodném Mnichově Hradišti a dále v Benešově, v Lounech, v Březnici, ve Žďáru nad Sázavou, v Lenešicích, v Tachově a ve Smržovce. Na Slovensku v Banské Bystrici atd.
Prostor před Muzeem hlavního města Prahy, mezi ulicemi Sokolovská, Ke Štvanici, Křižíkova a Těšnov se v minulosti jmenoval Švermovy sady; nyní je bezejmenný. Název Švermovy sady nesl v letech 1946–1992 také park v Hradci Králové, v současné době pojmenovaný Kubištovy sady. Park s názvem Švermovy sady se dodnes nachází rovněž v Dobrovici. Je u něj i stejnojmenná zastávka autobusu.
V roce 1974 byla zřízena Novinářská cena Jana Švermy. Po roce 1989 ji uděluje levicově zaměřený Spolek českých novinářů. V roce 2010 obdržel tuto cenu šéfredaktor Haló novin Pavel Šafránek, v roce 2017 novinář a funkcionář KSČM Milan Krajča.

## Státní vyznamenání
Jan Šverma obdržel 23. srpna 1969 in memoriam státní vyznamenání Hrdina ČSSR.
- Leninův řád, 27.8. 1969 in memoriam, (SSSR)

## Literární díla
- Rok 1848 v Čechách (1933)
- Na okraj lipanského výročí (1934)
- Proti panské jednotě (1936)
- Hus, Tábor a naše doba (1937)
- Role českého národa v historii (1939)